# Philipp Ludwig Wittwer

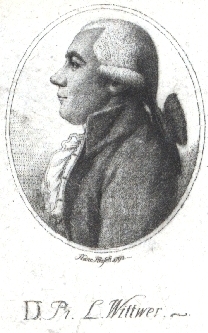
Philipp Ludwig Wittwer

Philipp Ludwig Wittwer (* 19. Mai 1752 in Nürnberg; † 24. Dezember 1792 ebenda) war ein deutscher Arzt, Autor und Herausgeber zahlreicher medizinischer und medizinhistorischer Werke.

## Leben
Wittwer studierte Medizin, anfangs unter Leitung seines Vaters Johann Conrad Wittwer, später an den Universitäten von Altdorf und Straßburg. An der Straßburger Universität erlangte er mit der Inauguraldissertation „sistens ideam dispensatorii nostris temporibus accommodati“ den Doktortitel.
Zur Weiterbildung reiste er nach Paris und ließ sich nach seiner Rückkehr in Nürnberg nieder. Dort wurde er Mitglied im Kollegium der Ärzte. 1783 erhielt Wittwer eine Berufung als Professor der Medizin an die Universität von Altdorf, aber bereits ein Jahr später gab er sein Lehramt aus gesundheitlichen Gründen wieder auf. Zur Genesung unternahm er ausgedehnte Reisen, kehrte aber ohne Besserung seines Gesundheitszustandes in seine Heimatstadt zurück.
Philipp Ludwig Wittwer starb in Nürnberg am Weihnachtsabend 1792 im Alter von 40 Jahren. Er war seit dem 9. Februar 1789 Mitglied im Pegnesischen Blumenorden unter dem Namen Chiron II. Im selben Jahr gehörte er zu den Gründungsmitgliedern der Nürnberger Freimaurerloge Zu den drei Pfeilen.

## Ehrungen
Im Jahr 1781 wurde er zum Mitglied der Deutschen Akademie der Naturforscher Leopoldina gewählt.

## Schriften (Auswahl)
Von seinem „Archiv für die Geschichte der Arzneikunde in ihrem gesammten Umfange“, das er herausgab, erschien nur der erste Band. Große Verdienste erwarb er sich als Herausgeber gesammelter Dissertationen der Universität Straßburg, die in vier Bänden erschienen sind
- Delectus dissertationum medicarum Argentoratensium; 4 Bände, Nürnberg 1777–1781.
- Archiv für die Geschichte der Arzneikunde in ihrem gesammten Umfange; Nürnberg 1790.
- Entwurf einer Geschichte des Kollegiums der Ärzte in der Reichsstadt Nürnberg. Nürnberg (gedruckt mit Stiebnerschen Schriften) 1792.